# Adolf Erik Nordenskiöld
Erik Nordenskiöld (Helsínquia, 18 de novembro de 1832 — Dalby, 12 de agosto de 1901) foi um mineralogista, geólogo e explorador polar sueco-finlandês.
Parece ter sido o primeiro explorador marítimo que atravessou a Passagem do Nordeste, ligando o oceano Atlântico ao oceano Pacífico, ao longo da costa da Sibéria.
Partindo de Karlskrona na Suécia em 1878, navegou rumo ao norte da Noruega, virando depois a leste em direção à Sibéria, onde dobrou o cabo Chelyuskin. Em seguida, rumou ao Alasca, alcançando Port Clarence, para depois rumar ao Japão, atingindo Yokohama em 1879. O regresso à Suécia foi feito pelo Canal do Suez.

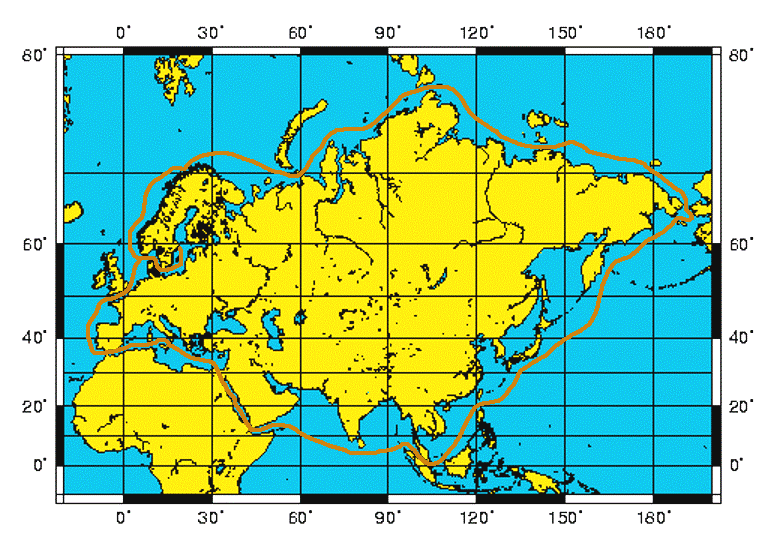
Viagem de Erik Nordenskiöld, atravessando a Passagem do Nordeste em 1878

## Academia Sueca
Adolf Erik Nordenskiöld ocupou a cadeira 12 da Academia Sueca, para a qual foi eleito em 1893.

## Prémios
- Medalha Murchison - 1900